# Setge de Llucena (1838)
El 'Setge de Llucena de 1838 fou una batalla de la Primera Guerra Carlina que tingué lloc de finals de febrer al 4 d'abril de 1838] en la qual les forces carlines de Francesc Tallada i Ramon Cabrera no aconseguiren prendre la vila, defensada per Antonio Carruana.

## Antecedents
La rebel·lió va esclatar després de la convocatòria de les Corts el 20 de juny de 1833 quan el pretendent don Carles, refugiat a Portugal es va negar a jurar lleialtat a Maria Cristina de Borbó-Dues Sicílies i l'1 d'octubre, recolzat per Miquel I de Portugal va el seu dret al tron. A Morella Rafael Ram de Viu Pueyo va proclamar rei a Carles V el 13 de novembre, tot i que va ser ocupada per forces liberals el 10 de desembre, i a la mort de Ram de Viu Manuel Carnicer va assumir la prefectura militar de l'exèrcit carlí al Baix Aragó i el Maestrat.
A principis de 1836, o finals de 1835, fou destinat a Llucena Antonio Caruana com a cap de la guarnició, i la ciutat resistí diversos atacs de Josep Miralles Marín el Serrador i Vicent Barreda i Boix La Cova en 1837,
L'execució de Carnicer va ocasionar l'assumpció del comandament del front per Ramon Cabrera. A la primavera de 1836, aquest ja comandava 6.000 homes i 250 cavalls que operaven a l'entorn de Cantavella, que va fortificar i es va convertir en el centre d'operacions, amb una presó, fàbrica d'artilleria i dos hospitals.
Cabrera es va afegir a l'Expedició Gómez per intentar prendre Madrid, deixant afeblit el Maestrat, i un cop superat el període de paralització de l'exèrcit causat pel Motí de la Granja de San Ildefonso, es va nomenar Evaristo San Miguel com a comandant de l'exèrcit del Centre, que va capturar Cantavella, recuperada en 24 d'abril de 1837, quan la seva guarnició es va rendir en un atac simultani dels carlins a Cantavella, Sant Mateu i Benicarló. El 31 de gener de 1838, procedent de Benicarló, entrava Ramon Cabrera a Morella i el 9 de febrer Cabrera posà setge a Gandesa però el 24 de febrer ordenà al coronel Juan Cabañero que abandonés el setge i sorprendre Saragossa, que suposaria la ràpida presa de tot l'Aragó, la connexió dels fronts català i navarrès, i la de tot Espanya al nord de Madrid.

## El setge
Francesc Tallada i Forcadell va establir el setge de Llucena cap a la fi de febrer, però amb pocs efectius per aquesta missió, i Emilio Borso di Carminati seguia enviant combois que arribaven al seu destí, de manera que el 13 de març Ramon Cabrera va sortir de Morella amb reforços i quatre peces d'artilleria, que van arribar el 15 de març, però que es va provar ineficaç contra les muralles, igual que les sortides dels assetjats per mirar de dispersar als carlins.
Borso di Carminati va preparar un exèrcit de socors de set batallons, cinc esquadrons de cavalleria i tres peces d'artilleria, i es va dirigir a L'Alcora, on Cabrera havia preparat les defenses per interceptar-lo, atrinxerant-se amb quatre batallons a l'ermita de Sant Cristòfol,, derrotant-lo en la batalla que tingué lloc entre el 22 i 23 de març a L'Alcora. El 4 d'abril Cabrera aixecà el setge de Llucena, quan Marcelino Oraá sortí de Castelló per atacar als assetjants.

## Conseqüències
L'atac a Saragossa fou un fracàs i la partida d'Antonio Tallada i Romeu, perseguida per les províncies de Múrcia i Albacete, fou desfeta el mes de març de 1838 pel brigadier Amor, però a continuació queien Calanda, Alcorisa i Samper, i després del fallit assalt a Alcanyís, la vila va quedar bloquejada i aïllada fins al final de la guerra, i Ramon Cabrera va seguir expandint el seu territori, derrotant els liberals a l'Acció de Maella i ocupant tot el territori fins a la conca del Jalón i Calataiud, però amb la signatura del Conveni de Bergara l'agost de 1839, Cabrera es va veure aïllat i encerclat per les forces liberals, que a final de l'any 1839 havien muntat una línia de fortificacions des d'Alcanyís a Castel de Cabra, per incomunicar i assetjar una a una les posicions carlines: Espartero pren Segura el 27 de febrer i poc després Castellote mentre des del sud O'Donnell ocupà Aliaga, Alcalá de la Selva, i finalment Cantavella l'11 de maig. Perduda Morella, Cabrera va creuar l'Ebre arribant a Berga, havent de fugir a França el mes de juliol.
La resistència de la vila als atacs carlins li va valdre en 1838 el títol de "Heroica Vila", que figura en el seu escut.